# Pasta di sale
La pasta di sale è una sostanza a base di acqua, sale e farina, utilizzata per la modellazione di oggetti di vario genere. Essa può essere mescolata con colori a tempera, coloranti alimentari oppure colorata a posteriori con acquerelli, acrilici o tempere miste a colla vinilica. Una volta modellati, gli oggetti vanno lasciati essiccare vicino ad una fonte di calore, in modo da far prendere loro una consistenza solida.

## Preparazione
Per preparare l'impasto si usano una parte di sale fino, due di farina e una di acqua di rubinetto, sufficiente a rendere la pasta di sale malleabile ma non appiccicosa. Il sale può essere ulteriormente polverizzato in un frullatore o in un tritatutto per ottenere una pasta più omogenea. In questa fase si possono anche aggiungere all'impasto piccole dosi di colori a tempera. Per rendere più stabili i manufatti si può aggiungere all'interno un'anima di fil di ferro.

## Conservazione
La pasta di sale può essere conservata se ben chiusa in sacchetti di plastica o di cellophane. È fondamentale che l'impasto fresco non entri in contatto con l'aria o tenderà ad essiccarsi in breve tempo. In generale è consigliabile usare tutto l'impasto realizzato, poiché col tempo esso tende a perdere le proprie caratteristiche di malleabilità.

### Conservazione dei manufatti
Gli oggetti realizzati con la pasta di sale sono sensibili all'umidità; essi vanno dunque verniciati con vernici trasparenti o acriliche, in modo da impedire all'umidità di penetrarli.